# 岐阜県食品科学研究所
岐阜県食品科学研究所（ぎふけんしょくひんかがくけんきゅうじょ）とは、岐阜県岐阜市にある、岐阜県が設置する公設試験研究機関である。

## 概要
- 岐阜県の食料品分野（食品業界や醸造業界など）の中核的な役割を担う県の機関である。
- 岐阜大学の敷地内に設置されており、岐阜大学と連携した活動、研究を行っている。このような国立大学法人敷地内に県の公設試験研究機関が設置されているのは、2021年現在、これが唯一である。
- 岐阜県恵那市に寒天研究室を設置している。寒天研究室のあるのは細寒天の生産が盛んな旧・恵那郡山岡町である。

## 組織構成
- 産学連携部　（岐阜大学、岐阜薬科大学との連携。機能性食品・素材に関する研究。国・他県研究期間、他大学、県研究機関との連携。）
- 試験研究部

## 沿革
- 1918年（大正7年） - 岐阜市に岐阜県醸造試験所を設立。
- 1955年（昭和30年） - 恵那郡山岡町に岐阜県寒天研究室を設立。
- 1960年（昭和35年） - 岐阜県醸造試験所を醸造試験室に改称。
- 1969年（昭和44年） - 岐阜県寒天研究室を岐阜県寒天研究所に改称。
- 1973年（昭和48年） - 岐阜県醸造試験室を岐阜県工業技術センターに統合。
- 1981年（昭和56年） - 岐阜県寒天研究所を岐阜県工業技術センターに統合。
- 1994年（平成6年） - 岐阜県工業技術センターの食品部門が岐阜県食品加工ハイテクセンターとして独立。本部は羽島郡笠松町の岐阜県工業技術センター内に設置。旧・岐阜県寒天研究所を寒天研究室とする。
- 1999年（平成11年） - 岐阜県金属試験場、岐阜県工業技術センター、岐阜県紙業試験場、岐阜県食品加工ハイテクセンター、岐阜県繊維試験場が合併し、岐阜県製品技術研究所となる。旧・岐阜県食品加工ハイテクセンターは岐阜県製品技術研究所寒天研究室（山岡町）、岐阜県製品技術研究所食品加工ハイテクセンター（笠松町）となる。
- 2005年（平成17年） - 食品加工ハイテクセンターが食品研究部に改称。
- 2006年（平成18年） - 岐阜県製品技術研究所が岐阜県産業技術センターに改称。
- 2015年（平成27年）11月 - 岐阜県と岐阜大学で「食品科学分野の連携に関する協定」を締結する。
- 2017年（平成29年）10月30日 - 岐阜大学敷地内で、岐阜県食品科学研究所（仮称）の起工式を行う[1]。
- 2019年（平成31年）
  - 4月1日 - 岐阜県産業技術センター食品研究部が岐阜県食品科学研究所として独立。
  - 4月3日 - 岐阜大学内に新築移転。開所記念式典が行われる。

## 住所
- 岐阜県食品科学研究所
  - 岐阜県岐阜市柳戸1-1
- 岐阜県食品科学研究所寒天研究室
  - 岐阜県恵那市山岡町下手向1865-1

## 交通アクセス

### 岐阜県食品科学研究所
- 岐阜バス岐阜大学・病院線、岐南町線「岐阜大学」バス停より徒歩約5分。
  - 岐阜駅（JR岐阜駅バスターミナル）、名鉄岐阜駅（名鉄岐阜のりば）より「C70　岐阜大学病院」、「N45　岐阜大学病院」行き。

### 岐阜県食品科学研究所寒天研究室
- 明知鉄道明知線「山岡駅」下車、徒歩約15分。